# 아름다운 시절 (1992년 영화)
《아름다운 시절》(Belle Epoque)은 1992년에 개봉한 스페인의 코미디 드라마 영화로, 페르난도 트루에바가 감독을 맡았다. 고야상 작품상을 포함한 8개 부문에서 수상했으며, 제66회(1993년) 아카데미 외국어 영화상 수상작이다.